# Triakontazona pusillum
Triakontazona pusillum är en mångfotingart som först beskrevs av Karl Wilhelm Verhoeff 1893.  Triakontazona pusillum ingår i släktet Triakontazona och familjen knöldubbelfotingar.

## Underarter
Arten delas in i följande underarter:
- T. p. amabilitatum
- T. p. bicorne
- T. p. carniolense
- T. p. furculigerum
- T. p. montivagum